# مدار ۱۰ درجه جنوبی
مدار ۱۰ درجه جنوبی، دایره‌ای از عرض جغرافیایی است که در ۱۰ درجهٔ جنوبی خط استوا قرار دارد.

## گذر از مناطق
از نصف‌النهار مبدأ شروع می‌شود و به سمت مشرق ۱۰ درجه جنوبی از موارد زیر گذر می‌کند:
| مختصات‌ها                                             | کشور، قلمرو یا دریا   | توضیحات |
| ---------------------------------------------------- | --------------------- | --- |
| ۱۰°۰′ جنوبی ۰°۰′ شرقی / ۱۰٫۰۰۰°جنوبی ۰٫۰۰۰°شرقی      | اقیانوس اطلس          | |
| ۱۰°۰′ جنوبی ۱۳°۲۰′ شرقی / ۱۰٫۰۰۰°جنوبی ۱۳٫۳۳۳°شرقی   | آنگولا                | |
| ۱۰°۰′ جنوبی ۲۲°۱۲′ شرقی / ۱۰٫۰۰۰°جنوبی ۲۲٫۲۰۰°شرقی   | جمهوری دموکراتیک کنگو | |
| ۱۰°۰′ جنوبی ۲۸°۳۸′ شرقی / ۱۰٫۰۰۰°جنوبی ۲۸٫۶۳۳°شرقی   | زامبیا                | |
| ۱۰°۰′ جنوبی ۳۳°۲۰′ شرقی / ۱۰٫۰۰۰°جنوبی ۳۳٫۳۳۳°شرقی   | مالاوی                | |
| ۱۰°۰′ جنوبی ۳۳°۵۷′ شرقی / ۱۰٫۰۰۰°جنوبی ۳۳٫۹۵۰°شرقی   | دریاچه مالاوی         | |
| ۱۰°۰′ جنوبی ۳۴°۳۱′ شرقی / ۱۰٫۰۰۰°جنوبی ۳۴٫۵۱۷°شرقی   | تانزانیا              | |
| ۱۰°۰′ جنوبی ۳۹°۴۹′ شرقی / ۱۰٫۰۰۰°جنوبی ۳۹٫۸۱۷°شرقی   | اقیانوس هند           | Passing between islands در Aldabra Group, سیشل · گذر کردن از شمال Farquhar Atoll, سیشل · گذر کردن از شمال جزایر آگالگا, موریس |
| ۱۰°۰′ جنوبی ۱۱۹°۵۷′ شرقی / ۱۰٫۰۰۰°جنوبی ۱۱۹٫۹۵۰°شرقی | اندونزی               | جزیرهٔ سومبا |
| ۱۰°۰′ جنوبی ۱۲۰°۴۹′ شرقی / ۱۰٫۰۰۰°جنوبی ۱۲۰٫۸۱۷°شرقی | دریای ساوو            | |
| ۱۰°۰′ جنوبی ۱۲۳°۳۴′ شرقی / ۱۰٫۰۰۰°جنوبی ۱۲۳٫۵۶۷°شرقی | اندونزی               | جزیرهٔ جزیره تیمور |
| ۱۰°۰′ جنوبی ۱۲۴°۳۴′ شرقی / ۱۰٫۰۰۰°جنوبی ۱۲۴٫۵۶۷°شرقی | دریای تیمور           | |
| ۱۰°۰′ جنوبی ۱۳۱°۱۹′ شرقی / ۱۰٫۰۰۰°جنوبی ۱۳۱٫۳۱۷°شرقی | دریای آرافورا         | |
| ۱۰°۰′ جنوبی ۱۴۱°۳۹′ شرقی / ۱۰٫۰۰۰°جنوبی ۱۴۱٫۶۵۰°شرقی | دریای کورال           | Passing through the جزایر تنگه تورس, استرالیا |
| ۱۰°۰′ جنوبی ۱۴۷°۴۰′ شرقی / ۱۰٫۰۰۰°جنوبی ۱۴۷٫۶۶۷°شرقی | پاپوآ گینه نو         | جزیرهٔ گینه نو |
| ۱۰°۰′ جنوبی ۱۴۹°۵۱′ شرقی / ۱۰٫۰۰۰°جنوبی ۱۴۹٫۸۵۰°شرقی | دریای سلیمان          | |
| ۱۰°۰′ جنوبی ۱۵۰°۵۴′ شرقی / ۱۰٫۰۰۰°جنوبی ۱۵۰٫۹۰۰°شرقی | پاپوآ گینه نو         | Normanby Island |
| ۱۰°۰′ جنوبی ۱۵۱°۱۷′ شرقی / ۱۰٫۰۰۰°جنوبی ۱۵۱٫۲۸۳°شرقی | دریای سلیمان          | گذر کردن از جنوب جزیرهٔ گوادال‌کانال, جزایر سلیمان |
| ۱۰°۰′ جنوبی ۱۶۱°۲۰′ شرقی / ۱۰٫۰۰۰°جنوبی ۱۶۱٫۳۳۳°شرقی | اقیانوس آرام          | Passing between the جزیرهٔ South Malaita و Makira, جزایر سلیمان · گذر کردن از جنوب جزیرهٔ Ulawa, جزایر سلیمان · Passing between the Duff و Reef island groups, جزایر سلیمان · Passing between the atolls of نوکولائه‌لائه و نیولاکیتا, تووالو |
| ۱۰°۰′ جنوبی ۱۶۱°۵′ غربی / ۱۰٫۰۰۰°جنوبی ۱۶۱٫۰۸۳°غربی  | جزایر کوک             | راکاهانگا atoll |
| ۱۰°۰′ جنوبی ۱۶۱°۴′ غربی / ۱۰٫۰۰۰°جنوبی ۱۶۱٫۰۶۷°غربی  | اقیانوس آرام          | |
| ۱۰°۰′ جنوبی ۱۵۰°۱۵′ غربی / ۱۰٫۰۰۰°جنوبی ۱۵۰٫۲۵۰°غربی | کیریباتی              | Caroline Island |
| ۱۰°۰′ جنوبی ۱۵۰°۱۴′ غربی / ۱۰٫۰۰۰°جنوبی ۱۵۰٫۲۳۳°غربی | اقیانوس آرام          | |
| ۱۰°۰′ جنوبی ۱۳۹°۸′ غربی / ۱۰٫۰۰۰°جنوبی ۱۳۹٫۱۳۳°غربی  | پلی‌نزی فرانسه         | جزیرهٔ Tahuata |
| ۱۰°۰′ جنوبی ۱۳۹°۶′ غربی / ۱۰٫۰۰۰°جنوبی ۱۳۹٫۱۰۰°غربی  | اقیانوس آرام          | |
| ۱۰°۰′ جنوبی ۱۳۸°۵۰′ غربی / ۱۰٫۰۰۰°جنوبی ۱۳۸٫۸۳۳°غربی | پلی‌نزی فرانسه         | جزیرهٔ Mohotani |
| ۱۰°۰′ جنوبی ۱۳۸°۴۸′ غربی / ۱۰٫۰۰۰°جنوبی ۱۳۸٫۸۰۰°غربی | اقیانوس آرام          | |
| ۱۰°۰′ جنوبی ۷۸°۱۲′ غربی / ۱۰٫۰۰۰°جنوبی ۷۸٫۲۰۰°غربی   | پرو                   | |
| ۱۰°۰′ جنوبی ۷۲°۱۰′ غربی / ۱۰٫۰۰۰°جنوبی ۷۲٫۱۶۷°غربی   | برزیل / پرو border    | |
| ۱۰°۰′ جنوبی ۷۱°۲۱′ غربی / ۱۰٫۰۰۰°جنوبی ۷۱٫۳۵۰°غربی   | پرو                   | |
| ۱۰°۰′ جنوبی ۷۰°۳۷′ غربی / ۱۰٫۰۰۰°جنوبی ۷۰٫۶۱۷°غربی   | برزیل                 | اکری |
| ۱۰°۰′ جنوبی ۶۶°۴۵′ غربی / ۱۰٫۰۰۰°جنوبی ۶۶٫۷۵۰°غربی   | بولیوی                | |
| ۱۰°۰′ جنوبی ۶۵°۱۹′ غربی / ۱۰٫۰۰۰°جنوبی ۶۵٫۳۱۷°غربی   | برزیل                 | روندونیا ماتو گروسو توکانتینس مارانیائو پیاوی باهیا سرژیپه آلاگواس |
| ۱۰°۰′ جنوبی ۳۶°۰′ غربی / ۱۰٫۰۰۰°جنوبی ۳۶٫۰۰۰°غربی    | اقیانوس اطلس          | |